# Marktleuthen
Marktleuthen – miasto w Niemczech, w kraju związkowym Bawaria, w rejencji Górna Frankonia, w regionie Oberfranken-Ost, w powiecie Wunsiedel im Fichtelgebirge. Leży w Smreczanach, przy linii kolejowej Rzym - Sztokholm.
Miasto położone jest 9 km na północ od Wunsiedel, 22 km na południowy wschód od Hof i 37 km na północny wschód od Bayreuth.

## Dzielnice
W skład miasta wchodzą następujące dzielnice: 
| - Eckenmühle - Großwendern - Habnith - Hebanz - Holzmühl - Kaiserhammer - Karolinenhain - Leuthenforst | - Marktleuthen - Neudes - Neudorf - Neudorfermühle - Neumühle - Ruggenmühle - Wendenhammer |

## Polityka
Burmistrzem jest Helmut Ritter z CSU. Rada miasta składa się z 17 członków:
|      | CSU | SPD | Związek Wyborców | Razem     |
| 2002 | 7   | 7   | 3                | 17 miejsc |

### Współpraca
Miejscowość partnerska:
- Herend, Węgry

## Zabytki i atrakcje
- Kościół ewangelicki pw. św. Mikołaja (St. Nikolaus)